# Clima tropical

Zonas de clima tropical.
Af—Clima equatorial.
Am—Clima de monção.
Aw/As—Clima tropical com estação seca.

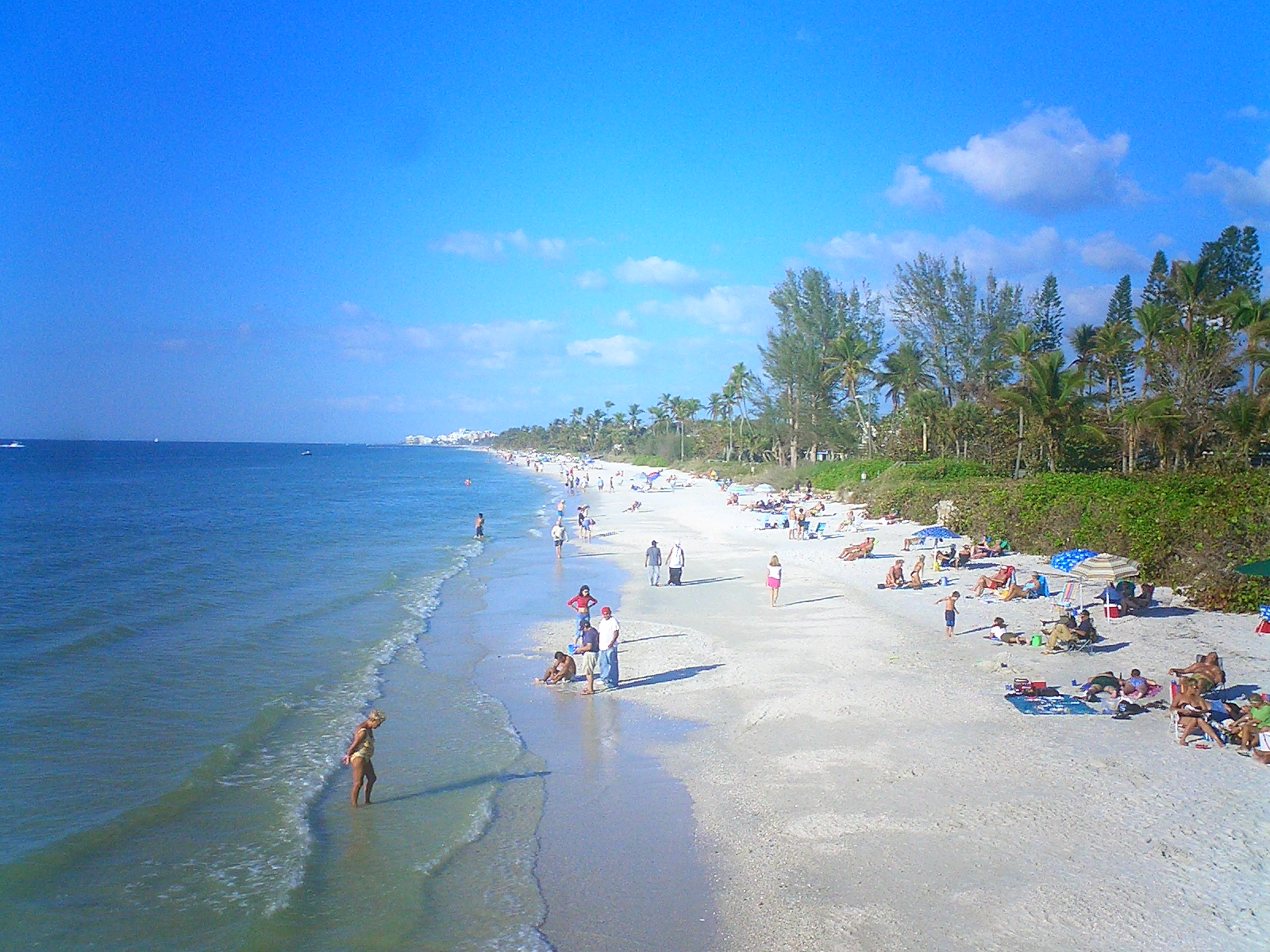
Naples Beach na Florida com os seus coqueiros é o exemplo de uma localidade com clima tropical. Apesar de situada 170 km a norte do Trópico de Câncer, as águas quentes do Golfo do México permitem temperaturas médias mensais superiores a 18 °C todo o ano, o que classifica o clima da zona como tropical (Am)

Clima tropical é a designação dada aos climas das regiões intertropicais caracterizados por serem megatérmicos, com temperatura média do ar em todos os meses do ano superior a 18 °C, não terem estação invernosa e terem precipitação anual superior à evapotranspiração potencial anual.
Nas regiões de clima tropical a amplitude térmica diária é maior que a amplitude térmica anual da temperatura média, isto é, entre o mês mais quente e o mês mais frio do ano.

## Classificações

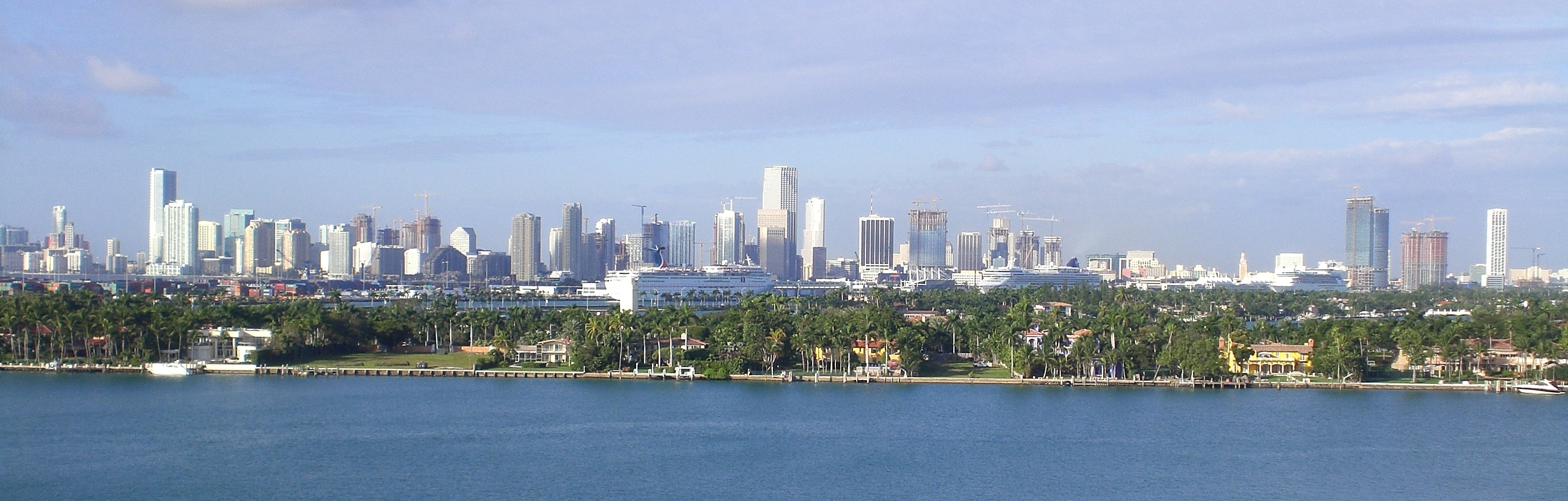
Miami, que está fora da zona tropical, deve seu calor e umidade à Corrente do Golfo, que mantém a cidade com uma temperatura média anual acima dos 20°C, mesmo no mês mais frio, classificando a cidade como tropical (Am)

Os climas tropicais constituem a classe A da classificação climática de Köppen-Geiger, a mais conhecida em geografia e ecologia, sendo subdivididos da seguinte maneira:
- Af (clima equatorial, tropical de floresta ou equatorial húmido) —Esse clima localiza-se na latitude de 5 °C para norte e sul do equador. Nas bacias do rio Congo e Amazonas, essencialmente na maioria das ilhas situadas no oceano Pacífico e índico, na região Equatorial e na Orla do Golfo da Guiné.  A precipitação média mensal é superior a 60 mm em todos os meses do ano. Estes climas são típicos de regiões próximas do equador, não tendo estações do ano. As regiões que apresentam este clima tem em geral fraca variabilidade da precipitação ao longo do ano, mas podem ocorrer dois máximos de precipitação, coincidentes com o período em que a Zona de Convergência Intertropical e a célula de Hadley associada estão centradas sobre a região durante a sua oscilação latitudinal anual. São exemplos de cidades sitas em regiões com este clima: Singapura,  Belém do Pará e Cabinda.
- Aw/As (clima tropical de estações húmida e seca, tropical de savana, tropical com estação seca ou equatorial seco) — Grupo de climas megatérmicos com uma estação seca em que a precipitação média mensal é inferior a 60 mm em pelo menos um mês por ano. São exemplos de cidades sitas em regiões com este clima: Honolulu, Veracruz (no México) e Townsville (na Austrália). Estes climas subdividem-se em dois grupos:
  - Aw — a estação seca ocorre durante a época de Sol mais baixo e dias mais curtos (daí Aw, em que w é de winter, Inverno em inglês).
  - As — a estação seca ocorre durante a época de Sol mais alto e dias mais longos (daí As, em que s é de summer, Verão em inglês).
- Am (clima tropical de monção ou clima monçónico) — Climas com pelo menos um mês com precipitação inferior a 60 mm, caracterizados pela existência de monções às quais se associa o período de máxima precipitação. Em Alguns casos, a quase totalidade da precipitação anual está concentrada no período em que sopra a monção. Este tipo de clima, mais comum no sul da Ásia e leste da África, resulta dos ventos de monções que mudam de direção de acordo com a estação do ano. São exemplos de cidades sitas em regiões com este clima: Manaus (Brasil), Bangalore (Índia), Mombaça (Quénia) e Colombo (Sri Lanka).Miami, que está fora da zona tropical, deve seu calor e umidade à Corrente do Golfo, que mantém a cidade com uma temperatura média anual acima dos 20°C, mesmo no mês mais frio, classificando a cidade como tropical (Am)

## Bioma

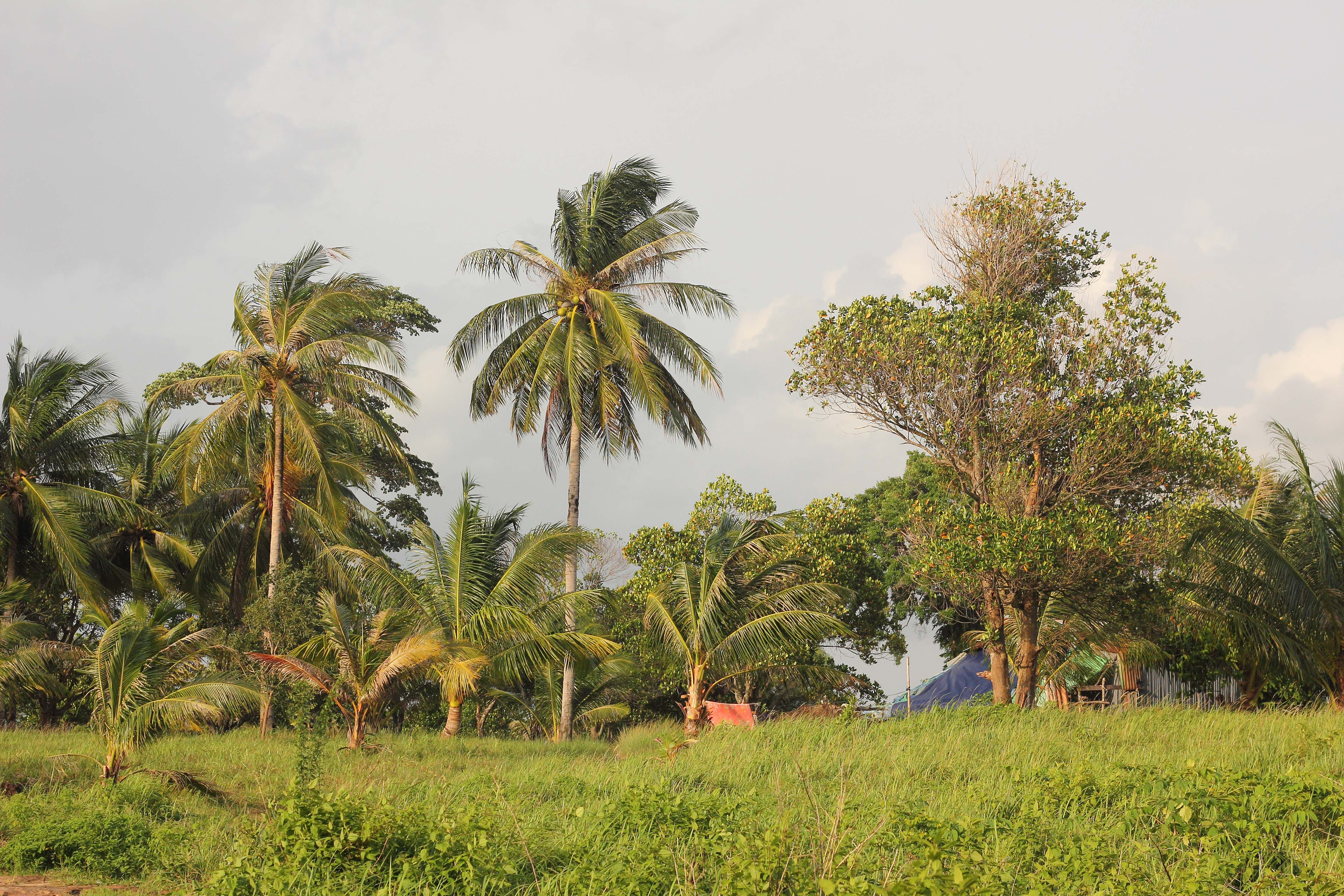
Coqueiros são espécies típicas das regiões tropicais

Climas tropicais normalmente apresentam apenas duas estações, uma seca e uma úmida. Além disso, a variação de temperatura nos trópicos é pequena. Devido às altas temperaturas e a pluviosidade elevada, muitas plantas crescem o ano todo.

### Floresta tropical
A floresta tropical é o bioma mais produtivo da Terra. Localiza-se na região intertropical e é encontrado na África, Ásia, América Central, América do Sul e em algumas partes da Oceania.
Devido à sua localização no globo, as florestas tropicais recebem grande quantidade de luz solar e possuem um clima bastante quente e as chuvas são abundantes. Esses fatores acarretam na alta biodiversidade encontrada neste bioma.

#### Flora

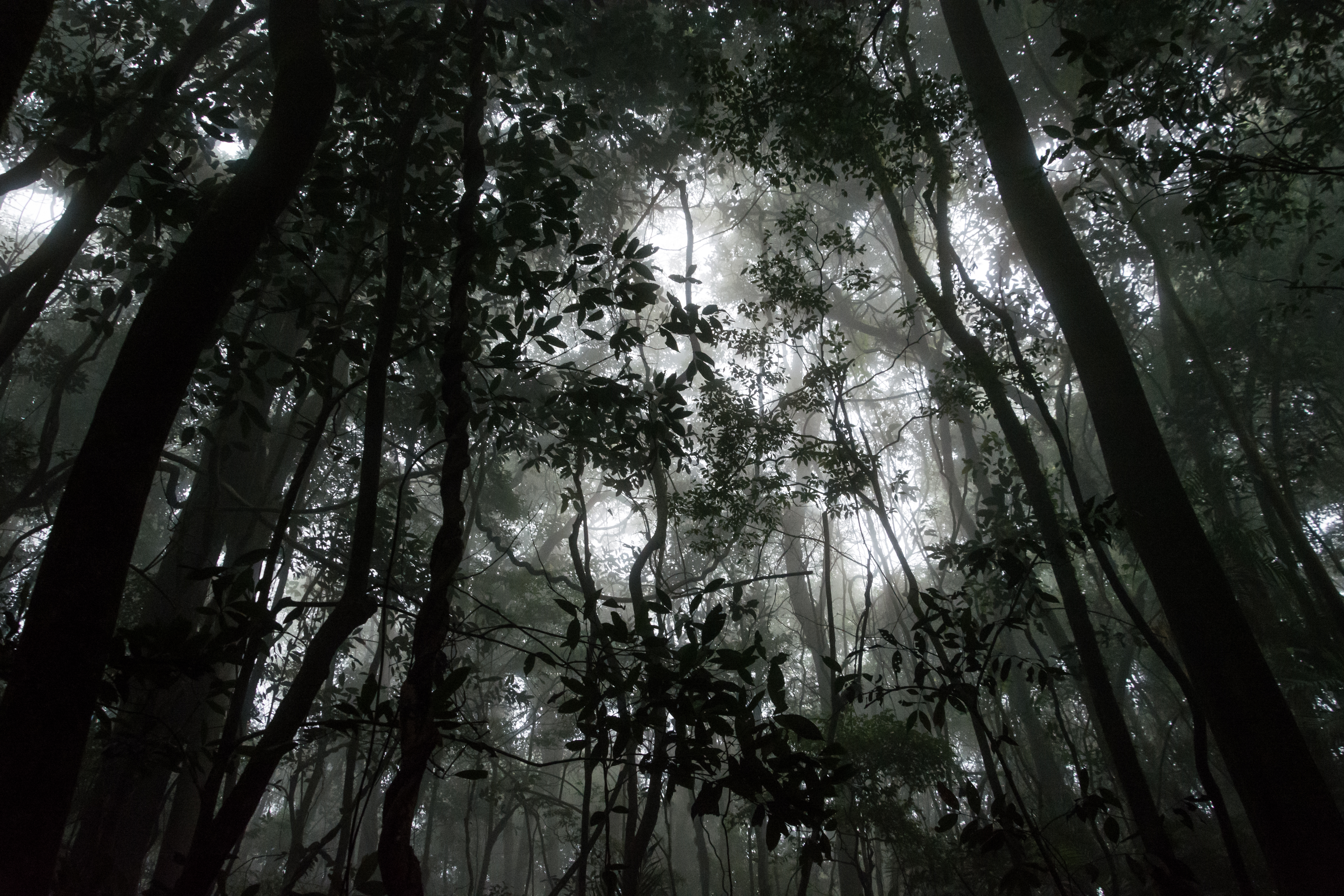
Floresta tropical no Rio de Janeiro

A flora da floresta tropical apresenta grande diversidade devido às temperaturas agradáveis e à grande quantidade de chuva recebida na região. As folhas das plantas são sempre verdes e perenes. Além disso, é possível encontrar plantas epífitas e plantas carnívoras.

#### Fauna

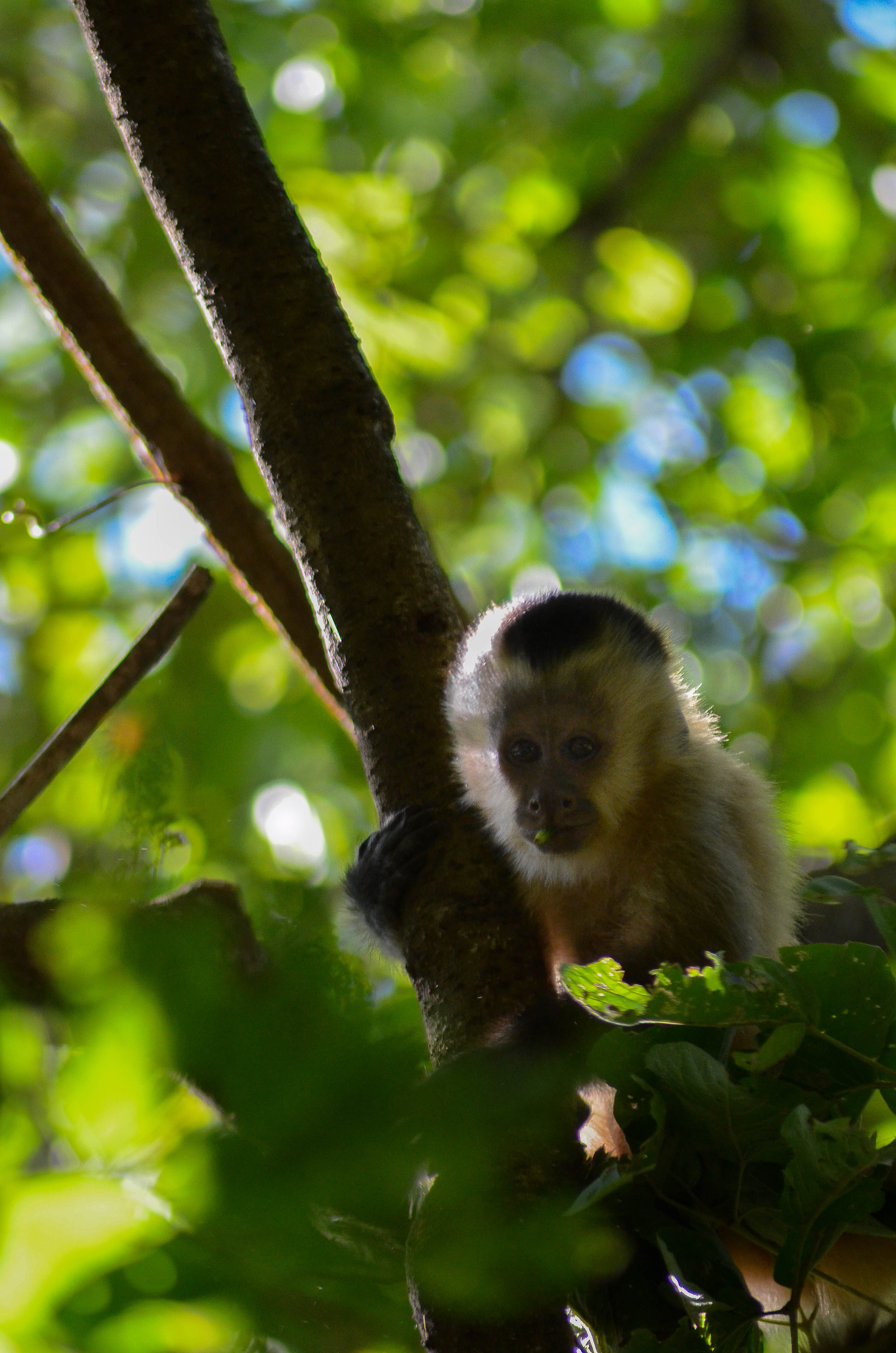
O macaco-prego se faz presente em vários biomas brasileiros, como a floresta tropical

Por conter uma vegetação muito rica, a fauna da floresta tropical é bastante variada. É possível encontrar diversos animais vertebrados, como mamíferos, reptéis, anfíbios e aves e animais invertebrados, como os insetos.

#### Solo
O solo da floresta tropical é pobre em nutrientes, pois a maioria dos nutrientes está ligada à própria vegetação. A decomposição é realizada pelos fungos e bactérias, favorecendo a reabsorção dos nutrientes.

## Climas frios nas regiões tropicais

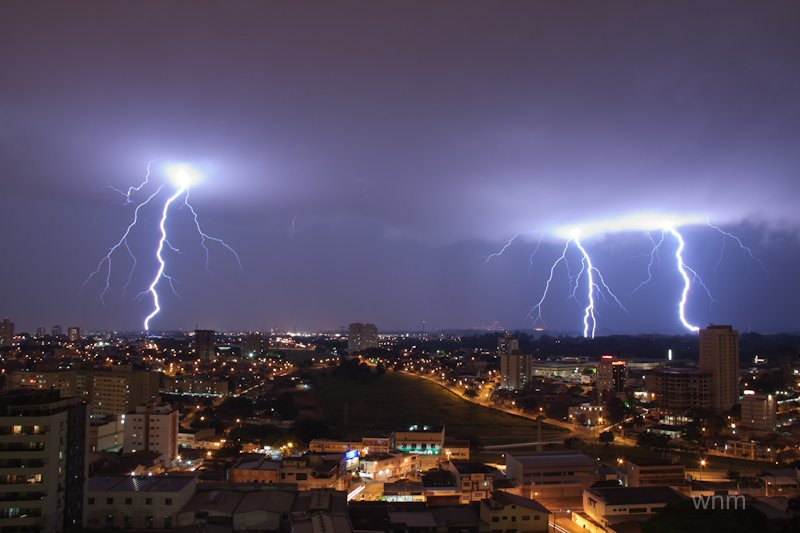
São José dos Campos, embora esteja acima do trópico de Capricórnio e possua um verão com uma temperatura média acima dos 20°C, apresenta uma temperatura média de 15°C no mês mais frio, o que o classifica como subtropical úmido (Cwa)

Algumas regiões intertropicais apresentam temperaturas baixas o suficiente para que o clima destas não possa ser considerado um tipo de clima tropical. O motivo principal para a ocorrência de tais climas é a altitude; contudo, as correntes marítimas e a movimentação das massas de ar também exercem influência em menor grau. Da mesma forma que o clima tropical, a variação entre a temperatura média no mês mais quente e no mês mais frio é de poucos graus de temperatura. São possíveis a baixa latitude os seguintes climas não tropicais.
- Cwa (clima subtropical úmido influenciado pelas monções ou clima tropical de altitude) — Estes climas apresentam um regime de temperaturas igual ao dos climas subtropicais, podendo ter ocasionalmente geadas e, muito raramente, precipitação sob a forma de neve. Apresentam, na maioria das vezes, o mesmo regime pluviométrico do clima tropical de savana (Aw), sendo nestes casos do tipo Cwa, contudo podem em algumas regiões ocorrer precipitações com mais constância (Cfa).

A temperatura média no mês mais frio é menor de 20 °C, e no mês mais quente não inferior a 22 °C. A maioria das zonas com esse clima encontram-se nas margens externas das zonas tropicais, mas ocasionalmente tem localização intertropical, em função da altitude. São exemplos deste clima a região da Serra da Mantiqueira no Brasil, e as cidades de Colonia Tovar (Venezuela) e Quito (Equador).
- EM (clima alpino) - Este clima ocorre na faixa intertropical, em grandes altitudes, acima da linha das árvores. Apresenta pouca variação térmica ao longo do ano. A temperatura média no mês mais quente é de 10 °C ou mais frio. É típico das altas montanhas da Cordilheira dos Andes, da Venezuela até a Bolívia, bem como de outras montanhas intertropicais com geleiras nos picos.

Não existem climas do "grupo D" (clima continental) em regiões tropicais, visto que estes climas são caracterizados pela grande diferença de temperatura média entre o mês mais frio e o mês mais quente do ano. Esta condição não ocorre em regiões tropicais, onde, existe pouca variação nas médias mensais de temperatura.